# أمين مقبول
أمين رمزي درويش مقبول (أبو فؤاد؛ وُلد في 1 ديسمبر 1951 في نابلس) عالم اجتماع، وسياسي ودبلوماسي فلسطيني وأحد أعضاء حركة فتح ومجلسها الثوري، وعضو في المجلس المركزي الفلسطيني بين عامي 2005 و2016. كان سفيرًا لدولة فلسطين لدى الجزائر بين عامي 2019 و2021.

## التحصيل العلمي
تلقى مقبول تعليمه المدرسي الأساسي والإعدادي والثانوي في مدينة نابلس، وحصل على درجة البكالوريوس في علم الاجتماع من جامعة النجاح الوطنية.

## الحياة العملية
في 12 أكتوبر 1997، عُين عضوًا في مجلس إدارة المؤسسة الاقتصادية الاستهلاكية العامة (الصخرة).
في 22 يوليو 2005، عُين وكيلًا في وزارة الداخلية والأمن الوطني الفلسطينية. واستمر في المنصب حتى عام 2009.
في عام 2009، فاز بانتخابات المجلس الثوري لحركة فتح التي عُقدت أثناء المؤتمر السادس لحركة فتح في بيت لحم وصار عضوًا فيه، وتولى أمانة السر.
في 8 مارس 2010، عُين مستشارًا بدرجة وزير لرئيس السلطة الوطنية الفلسطينية. في 7 فبراير 2015، عُين عضوًا في اللجنة الوطنية العليا للمتابعة مع المحكمة الجنائية الدولية.
في 22 فبراير 2019، عُين سفيرًا لدولة فلسطين لدى الجزائر. وفي أكتوبر 2021 أُعلن عن انتهاء مهامه.